# Basilica di Santa Maria del Pozzo
La basilica di Santa Maria del Pozzo di Capurso con l'annesso convento alcantarino, progettata dall'architetto barese G. Sforza, fu ultimata nel 1770. Per volontà di papa Pio IX, venne elevata al rango di basilica minore e in seguito, per interessamento della famiglia reale di Napoli, i Borbone delle Due Sicilie, a reale basilica. Al suo interno si conserva ed è venerata l'icona bizantina della Madonna, ritrovata il 30 agosto 1705 da don Domenico Tanzella all'interno del pozzo sito nella contrada Piscino, nella periferia campestre di Capurso.
Il culto a Capurso della Madonna del Pozzo è tra le più importanti realtà di turismo religioso mariano dell'Italia meridionale.

## Il convento alcantarino
Don Domenico Tanzella decise di affidare il culto della Madonna del Pozzo all'ordine religioso dei frati francescani alcantarini. Don Lorenzo Pappacoda, marchese di Capurso, sollecitato dal Tanzella, nel 1713 si rivolse alla Santa Sede per il nulla osta, primo atto necessario, per la fondazione di un convento alcantarino accanto alla cappella patronale del sacerdote Tanzella in Capurso. Dopo una lunga serie di cavilli e ricorsi burocratici, che si protrassero dal 1714 al 1728, solo con papa Benedetto XIII, domenicano e ammiratore degli alcantarini, il 31 gennaio 1729, nella pienezza dell'autorità apostolica, il papa emanò finalmente il breve di fondazione che fu reso esecutivo dal diretto intervento dell'imperatore Carlo VI il 30 maggio 1733.
Gli alcantarini, il 5 novembre 1737, con il beneplacito dell'arcivescovo di Bari, Maurizio Gaeta II, furono immessi nel pieno, pacifico e definitivo possesso della cappella di San Lorenzo e dei beni a essa connessi.
Subito dopo, si solennizzò la posa della prima pietra del convento, su progetto dell'architetto barese Giuseppe Sforza. Gli alcantarini volevano costruire la chiesa e il convento sul pozzo del miracoloso rinvenimento ma, non avendo ottenuto il terreno appartenente al Capitolo, ripiegarono sul fondo offerto da Lorenzo Tanzella, fratello di don Domenico, sempre sulla via di Noicattaro, ma più vicino al paese. Agli inizi del 1738 la fabbrica presentava un'altezza media di 3 metri. Il breve definitivo della fabbrica lo emanò, il 26 settembre 1746, papa Benedetto XIV. I frati alcantarini recuperarono molti donativi, libri, documenti e somme di denaro che negli anni si erano ritenuti ormai dispersi.
Si poté completare la costruzione del convento, la cui facciata volgeva verso Capurso e misurava un fronte di 43 metri. Di forma quadrata, al piano terra si apriva un imponente porticato con due pozzi centrali; al piano superiore, sistemate su 4 corridoi, si snodavano 38 celle monastiche. In un ampio vano del piano terra fu allestita, in attesa della costruzione della basilica, una provvisoria chiesetta, chiamata cappella interna al convento, che ospitò l'icona della Madonna del Pozzo dal 24 agosto 1748 al 27 agosto 1778.

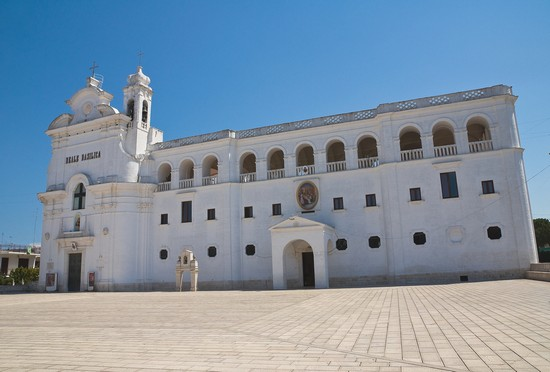
La facciata principale in cui si può notare la divisione dell'edificio tra basilica, la parte in cui vi è la scritta "Reale Basilica" con il portone in bronzo, e il convento, la parte in cui in alto vi sono gli archi.

## La basilica
Non ancora ultimato il convento, nell'estate del 1750 i frati alcantarini iniziarono a costruire una grande chiesa per la definitiva collocazione dell'icona della Madonna del Pozzo. La benedizione della prima pietra avvenne il 5 luglio 1750. La fabbrica della chiesa in un primo momento ebbe alcuni problemi durante l'edificazione, tanto che l'architetto Sforza, nel 1751, decise di demolirla e ricominciare ex novo i lavori di costruzione. Completata nel 1770 la possente mole della facciata, i lavori continuarono all'interno. 
La traslazione definitiva dell'icona della Madonna del Pozzo avvenne il 27 agosto 1778: fu collocata sull'altare maggiore in una nicchia ricavata nella parete e mai più rimossa.
Anche ai visitatori e pellegrini del nostro tempo, la basilica si presenta maestosa. Alla imponenza della facciata, in tufo locale come il convento, corrisponde la maestosità dell'interno, a una sola navata con pianta basilicale del seicento classico.
Entrando nella chiesa, con un sol colpo d'occhio si osservano i poderosi pilastri con gli arconi delle cappelle laterali, l'altare maggiore con la parete di fondo, al cui centro risalta la nicchia della Madonna del Pozzo.
Il pavimento è di marmo bianco con fascioni di bardiglio, gli altari risplendono di marmi policromi e pregiati. La parete di fondo, autentica opera d'arte per la preziosità dei marmi e la tecnica compositiva, fu rivestita nel 1830 dal maestra Raffaele Trinchese, su disegno dell'architetto Antonio Barletta, ambedue napoletani. L'altare maggiore è consacrato a Santa Maria del Pozzo - Madre e Regina di Misericordia, e Papa Gregorio XVI lo dichiarò "Privilegiato Quotidiano Perpetuo" con breve del 28 maggio 1839.
All'ingresso sulla destra la cappella che conserva la venerata statua processionale della Madonna del Pozzo, scultura in legno, di arte napoletana di pregiata fattura dell'inizio ottocento.